# Jorge Aguilar-Cauz
Jorge Aguilar Cauz é um empresário norte-americano, presidente da Encyclopædia Britannica Inc., que publica a Encyclopædia Britannica, tendo ocupado esta função em novembro de 2003.
É formado pela Kellogg School of Management da Northwestern University, e antes de assumir a "Britannica" foi consultor administrativo da Andersen Consulting e de A.T. Kearney.

## Carreira na Britannica
Cauz foi contratado pela Britannica como consultor em 1996, e desde então ocupou uma variedade de posições executivas (inclusive vice-presidente sênior de operações internacionais, e chefe do escritório operacional de negócios da Internet) antes de seu compromisso como presidente. Durante esse tempo exerceu papel fundamental na companhia determinando suas estratégias comerciais, inclusive a publicação de todas as edições digitais da Encyclopædia Britannica.
Um dos aspectos fundamentais que levaram à nomeação de Cauz foi o surgimento da internet como uma oportunidade e também como uma ameaça aos negócios da enciclopédia. Numa entrevista concedida ainda no ano 2000, Cauz observou que a internet iria dominar este mercado, e que "é preciso ser livre para ser relevante". A Britannica tem, desde então, introduzido uma livre (embora resumida) versão on-line da enciclopédia, oferecendo ainda a assinatura on-line para leitores dispostos a pagar pelo conteúdo não abreviado.

### Britannica X Wikipédia
Desde a posse de Cauz, funcionários da Britannica tornaram-se abertamente críticos em suas críticas da forma de edição livre da Wikipédia, um trabalho de referência que agora é considerada a maior enciclopédia do mundo (em número de artigos), e que para muitos (até mesmo seus críticos) é vista como uma ameaça competitiva significante para a Britannica - uma ameaça subestimada por Cauz. Em julho de 2006 Cauz pessoalmente entrou a campo contra a Wiki, durante uma entrevista concedida à New Yorker Magazine, na qual declarou que a Wikipédia era "decadente e tosca, uma massa medíocre de irregularidades, falsidades e, muitas vezes, artigos ilegíveis" (tradução livre para: "decline(d) into a hulking, mediocre mass of uneven, unreliable, and, many times, unreadable articles") e que "a Wikipédia está para a Britannica como o American Idol está para a Juilliard School.".